# Leclercera selasihensis
Leclercera selasihensis es una especie de araña araneomorfa del género Leclercera, familia Psilodercidae. Fue descrita científicamente por Chang & Li en 2020.
Habita en Indonesia (Sumatra). El holotipo masculino mide 1,80 mm y el paratipo femenino 1,80 mm.